# Le Mystère des dieux
Le Mystère des dieux est un livre de Bernard Werber paru le 13 octobre 2007. Il est le troisième et dernier tome du Cycle des dieux, elle-même suite du Cycle des anges. Dans cet ultime opus, on apprend la signification du chiffre 9, et des nombres 10 et 111 et de ce qu'ils représentent dans l'ordre universel. Un autre titre avait été un temps envisagé – Le Dernier Mystère – avant d'être abandonné.

## Résumé
Michael Pinson, revenu de son périple de 7 jours qui l'a emmené à une rencontre avec Zeus lui-même
est de retour à l'école des dieux…
De cette rencontre peu de certitudes mais une vérité : il y a une seconde montagne au-dessus de celle de Zeus, qui n'est donc pas le maître des lieux. Mais le jeu d'Y continue en Aeden, et les douze derniers participants voient leurs peuples respectifs s'affronter. À la surprise de tous, la finale aboutit à un drame qui conduira Michael Pinson à être exilé sur Terre 18, terre dont il fut un des dieux.
Dans cet exil le jeune dieu Michael - redevenu homme mais toujours immortel - devra faire face à de nombreux dangers, et sera confronté à son propre peuple-dauphin, rencontre difficile où il aura à se justifier de ses choix et leur rendre des comptes. 
Croiser sur son chemin une troublante Delphine, qui semble mieux que lui avoir compris les enseignements de « sa » religion lui fera se poser bien des questions…

## Anecdotes
- Dans ce livre, l'auteur a indiqué par erreur que la vitesse de la lumière est de 300 000 m/s, alors qu'elle est d'environ 300 000 km/s.
- Dans le chapitre 73, Le Tartare, Hadès prétend qu'il faut être névrosé ou psychotique pour être un génie, et cite l'exemple de Van Gogh. Michael Pinson cite plusieurs noms de génies qu'il croit sains d'esprit, mais à chaque fois Hadès le dément : Mozart, Léonard de Vinci, Jeanne d'Arc, Saint Louis, Beethoven, Michel-Ange, Gandhi, Mère Téresa.
- Le livre fait une large place au thème de la mise en abyme, on retrouve d'ailleurs un œil mis en abyme sur la couverture du roman aux éditions Albin Michel.
- On note également que de nombreuses références historiques sont mentionnées, lors de la finale du jeu d'Y, Terre 18 vit la période que nous connaissons comme allant de 1920 à 1970 environ. Le narrateur découvrira que, quoi qu'il fasse, toutes les planètes reproduiront le même schéma historique (ici la Seconde Guerre mondiale).
- Dies iræ est traduit du latin par « la colère des dieux », alors que la traduction exacte est plutôt « jour de colère ».
- À la page 281, Bernard Werber affirme que seule la physique quantique démontre que des causes insignifiantes peuvent produire des résultats importants. « C’est l’effet papillon », dit-il. Il y’a là confusion entre les énoncés de la mécanique quantique et ceux du chaos déterministe, découvert à la fin du XIXe siècle – avant les quanta – et connu dans le langage populaire sous le nom d’ « effet papillon ».